# Kelvin (keresztnév)
A Kelvin ír eredetű férfinév, jelentése: keskeny folyó vidékéről származó.[forrás?]

## Gyakorisága
Az 1990-es években a Kelvint nem lehetett anyakönyvezni, a 2000-es években nem szerepel a 100 leggyakoribb férfinév között.

## Névnapok
- június 3.[forrás?]

## Híres Kelvinek
- Lord Kelvin

## Külső hivatkozások
- Az MTA Nyelvtudományi Intézete által anyakönyvi bejegyzésre alkalmasnak minősített utónevek jegyzéke